# بوب بيري
بوب بيري (29 يناير 1926 في المملكة المتحدة - 2 ديسمبر 2006 في المملكة المتحدة) (بالإنجليزية: Bob Berry)‏ هو لاعب كريكت بريطاني وبريطاني (وحمل سابقاً جنسية المملكة المتحدة لبريطانيا العظمى وأيرلندا). شارك مع منتخب إنجلترا للكريكت. أما مع النوادي، فقد لعب مع نادي مقاطعة ديربيشاير للكريكت ‏ ونادي مقاطعة لانكشر للكريكت ‏ ونادي مقاطعة ورسسترشاير للكريكيت ‏ ونادي مارليبون للكريكت ‏.

## وصلات خارجية
- بوب بيري على موقع إي آس بي آن كريك إنفو (الإنجليزية)